# Aborto en Asturias
El aborto en Asturias, también conocido como Interrupción voluntaria del embarazo (IVE), es legal desde 1985. Las leyes sobre el aborto se elaboran a nivel nacional, y el aborto fue despenalizado en España en 1985, con importantes reformas realizadas a esas leyes en 2010 y 2022. Cada región está a cargo de crear su propio sistema para la implementación de la ley de 2010 en la sanidad pública, existiendo diferencias de una región a otra.
Asturias tiene una combinación de centros de salud públicos y clínicas privadas que realizan procedimientos de IVE, aunque la mayoría de los abortos en realidad se realizan en clínicas privadas. Las principales clínicas privadas son la Clínica Belladona y la Clínica Sirona en Gijón, y la Clínica Buenavista en Oviedo.
El aborto, que se remonta a la España visigoda y que continuó durante la dictadura de Franco y la Transición Democrática, ha sido en gran medida ilegal en España. A pesar de las políticas nacionales, la realidad del acceso a los trámites de IVE ha variado mucho en España de una región a otra, tanto históricamente como en la actualidad. Durante el franquismo, Asturias fue una de las regiones con más procesos penales abiertos por el delito de aborto. Este procesamiento continuó durante y después de la transición democrática hasta 1990, causando problemas psicológicos a las mujeres que buscaban interrupciones voluntarias de sus embarazos. Al comienzo del primer gobierno de Felipe González, las activistas de planificación familiar en lugares como Asturias y Madrid comenzaron a dividirse con el movimiento feminista sobre cómo se deberían proporcionar los servicios de aborto, siendo las primeras con una formación médica más tradicional las que lideraron el debate. Asturias fue la primera región de España donde se realizó el primer aborto no punible tras el cambio de ley en 1985. Durante el primer gobierno de José María Aznar, el gobierno de Asturias aprobó leyes y reglamentos regionales relacionados con el aborto. Las feministas de la región fueron muy activas en el tema del aborto a mediados de la década de 2000. Sus actividades ayudaron a preparar el escenario para el Tren de la Libertad, tras el Consejo de Ministros del Partido Popular que aprobó un proyecto de ley denominado la Ley Orgánica de Protección de los Derechos del Concebido y la Mujer Embarazada en diciembre de 2013, un esfuerzo impulsado en gran medida por el ministro de Justicia Alberto Ruiz-Gallardón. En última instancia, esto condujo a la revitalización a largo plazo del movimiento feminista en Asturias.

## Contexto nacional
Históricamente, el acceso al aborto en España ha dependido del dominio masculino sobre las mujeres y sus actividades reproductivas. El aborto ha sido utilizado como un medio para afirmar el control no sólo sobre los cuerpos y la sexualidad de las mujeres, sino también para hacer cumplir las normas culturales de género y los ideales patriarcales en la sociedad en general. Si bien el aborto se utilizó como forma de control de la natalidad en España en el pasado, demógrafos y sociólogos españoles han dicho que no se utiliza de esa manera en la España contemporánea.
El aborto legal es importante porque reduce las muertes entre mujeres por complicaciones del embarazo y reduce la mortalidad infantil. En España, a mediados de la década de 1970, los abortos ilegales eran una causa importante de muerte en mujeres de entre quince y cuarenta y nueve años. El control de la natalidad tiene una tasa de mortalidad femenina mucho más baja que los abortos, y es mucho más baja que la mortalidad femenina en España por abortos ilegales.

### Historia nacional
El Liber Iudiciorum fue una recopilación de leyes visigodas del rey Recesvinto que se promulgó en el año 654. Mencionaba el aborto, el infanticidio y el homicidio en el Libro VI. La pena para quienes provocaban abortos era la muerte. En aquella época, los visigodos controlaban casi toda la actual España, Portugal y Ceuta.
La ley en España fue modificada el 24 de enero de 1941 para caracterizar el aborto como un crimen contra el Estado. Esta ley lee en parte: "La política demográfica es una de las preocupaciones fundamentales de nuestro Estado. No se concibe una política demográfica eficaz sin abordar el problema de los miles y miles de vidas que se frustran antes de nacer, por maniobras criminales. Así lo dice la experiencia y el asesoramiento de los técnicos a través de Entidades científicas competentes. El estrago harto acusado en tiempos anteriores como consecuencia de un sentido materialista de la vida, adquirieron caracteres de escándalo durante el régimen republicano, agudizándose aún más escandalosamente en aquellas zonas sometidas a la dominación del Frente Popular. El Gobierno, consciente de su responsabilidad, decide combatir el crimen social que el aborto provocado representa y que impide que nazcan muchos miles de españoles anualmente." El control de la natalidad también era ilegal en toda España durante la dictadura de Franco. En 1975 en España, la tasa de mortalidad femenina durante el embarazo era de 23 por 100.000 mujeres, una tasa similar a la de otros países occidentales industrializados donde el aborto era ilegal.
El aborto fue despenalizado en el Código Penal por primera vez en todo el territorio español en 1985 en tres supuestos: por motivos terapéuticos, por motivos eugenésicos y en caso de violación previa denuncia policial. El aborto sólo era legal en estos casos antes de la semana 22, la semana 22 y la semana 12 respectivamente. La ley de 1985 exigía que cada vez que un centro de salud realizara un aborto, debía informarse al Ministerio de Sanidad. Los datos que se deben reportar incluyen la provincia donde se realizó el aborto y la provincia donde residía la mujer que abortó. Si bien el aborto fue despenalizado en 1985, no se convirtió en un servicio ofrecido por la sanidad pública hasta un cambio en la ley en 2010. Como resultado, durante este período entre 1985 y 2010, casi todos los abortos se realizaron en clínicas privadas y el precio por interrupción voluntaria del embarazo rondaba las 30.000 pesetas.
La Ley de Salud Sexual y Reproductiva y de Interrupción Voluntaria del Embarazo fue reformada en mayo de 2022 de diferentes maneras. Se abordaba específicamente la falta de instalaciones, especialmente públicas, que prestaran servicios para la interrupción voluntaria del embarazo, en provincias que no tenían ninguna y exigían que las mujeres de esas provincias viajaran a otras provincias o regiones para poder acceder ese servicio. Otro cambio fue proteger a las mujeres que acudían a centros de salud para someterse a procedimientos de IVE del acoso de activistas antiaborto.
En febrero de 2023, el Tribunal Constitucional confirmó la ley del país de 2010 que permitía a las mujeres abortar mediante petición gratuita durante las primeras catorce semanas de su embarazo. El caso fue llevado originalmente a los tribunales por el Partido Popular en 2010, después de que el PSOE aclarara y liberalizara las leyes sobre el aborto del país.

### Situación jurídica
Las leyes nacionales sobre el aborto se modificaron en 2010 para permitir a las mujeres abortar libremente hasta la decimocuarta semana de embarazo sin justificación. Desde la semana catorce a la veintiuna, sólo se puede practicar un aborto si existe una razón médica para ello, como por ejemplo que la madre esté en riesgo. A partir de la semana veintidós, sólo se pueden realizar abortos si se detectan anomalías fetales que sean incompatibles con la vida fuera del útero. Así lo confirmó el Tribunal Constitucional en febrero de 2023.
En España se apoya que los servicios de interrupción voluntaria del embarazo en la sanidad pública sean gratuitos. Esto incluye los servicios de aborto prestados en clínicas privadas tras derivaciones de médicos de la sanidad pública. Esto se debe a que estos costes los cubre la sanidad pública autonómica bajo la dirección del Sistema Nacional de Salud de España. Sin embargo, la implementación de las leyes sobre el aborto se deja en gran medida en manos de las comunidades autónomas y sus organismos sanitarios.

## Centros públicos y privados
El 1% de los abortos en la región en 2005 se realizaron en centros de salud públicos. En 2009, Asturias contaba con cinco centros sanitarios públicos y tres centros privados que realizaban IVE. En 2014 había seis centros de salud públicos autorizados para realizar abortos en la región y tres clínicas privadas autorizadas. En 2015 había tres clínicas autorizadas para realizar abortos en Asturias: la Clínica Belladona y la Clínica Sirona en Gijón, y la Clínica Buenavista en Oviedo. Los centros que en 2015 figuraban en la guía de salud pública donde las mujeres podían obtener información sobre los procedimientos de IVE incluían el Centro de Orientación Familiar de Avilés, el Centro de Orientación Familiar de Gijón, el Centro de Orientación Familiar de Mieres, el Centro de Orientación Familiar de Oviedo y Centro de Orientación Familiar en Sama de Langreo. En 2021 se realizaron más interrupciones voluntarias de embarazos en clínicas privadas de la región que en públicas. Esto reflejó tendencias nacionales más amplias.En 2022 hubo cuatro centros de salud públicos y dos centros de salud privados que realizaron interrupciones voluntarias de embarazos en la región.

## Evolución en Asturias

### España Franquista (1939 – 1975)

#### Enjuiciamiento del aborto
Hubo procesos contra mujeres por abortar durante el régimen de Franco. En el período comprendido entre 1971 y 1975, se abrieron diligencias previas contra mujeres por presuntamente haber abortado. Asturias fue la región con más expedientes abiertos por este motivo con ciento cincuenta y nueve, muy por encima de la segunda región donde sólo hubo setenta y cuatro expedientes de este tipo. Durante el mismo periodo, Asturias ocupó el tercer lugar en sumarios administrativos relacionados con el aborto con cincuenta. Madrid, con el primer lugar, ocupaba una posición relativamente superior con ochenta y cuatro casos, mientras que Barcelona, que ocupaba el segundo lugar, tenía setenta sumarios administrativos.
A pesar de ocupar el primer lugar en la mayoría de las diligencias previas incoadas por el delito de aborto, existía variabilidad en la clasificación año tras año. En 1971, Asturias ocupaba el tercer lugar con ocho causas, detrás de La Coruña con doce y por delante de Alicante con seis. Asturias ocupaba el primer lugar en esta categoría de procesamientos por aborto entre provincias en 1973, con cincuenta y cuatro, muy por delante de Madrid, que ocupaba el segundo lugar, que tenía quince procedimientos previos al juicio. Asturias volvió a liderar el país en diligencias previas iniciadas por el delito de aborto en 1975, con noventa y dos diligencias incoadas. Madrid y Barcelona quedaron empatadas en segundo lugar, muy por detrás, con trece cada uno.
Barcelona lideró los sumarios más urgentes, ordinarios y otros del Título IV de la Ley de Enjuiciamiento Criminal por el delito de aborto en 1971, con veintiún sumarios ese año. Por el contrario, Asturias ocupó el tercer puesto con trece resúmenes de este tipo, un resumen por delante de Pontevedra, cuarta con doce. Asturias ocupó el cuarto lugar en esta categoría en 1972 con trece sumarios, mientras que la provincia de Murcia encabezó la mayor cantidad de sumarios de urgencia, ordinarios y otros del Título IV de la Ley de Enjuiciamiento Criminal por el delito de aborto con veinticinco. Al año siguiente, la provincia de Barcelona encabezó la mayor cantidad de sumarios urgentes, ordinarios y otros del Título IV de la Ley de Enjuiciamiento Criminal por el delito de aborto, pero con sólo veinte sumarios, lo que supuso una caída de cinco respecto a la primera provincia del ranking. año anterior. Asturias fue tercera en 1973 con once sumarios. En 1974, sólo se realizaron siete resúmenes en Asturias, por lo que la provincia ocupó el cuarto lugar, ligeramente por delante de las provincias de León y Valencia, que ocuparon el quinto lugar con seis resúmenes de este tipo. En 1975, Asturias ocupaba el segundo lugar en número de sumarios urgentes, ordinarios y otros del Título IV de la Ley de Enjuiciamiento Criminal por el delito de aborto con seis casos de este tipo, por detrás de Madrid que ocupaba el primer puesto con catorce sumarios ese año.
| Ubicación      | Ubicación      | Años | Años | Años | Años | Años | Años  |
| Provincia      | Región         | 1971 | 1972 | 1973 | 1974 | 1975 | Total |
| -------------- | -------------- | ---- | ---- | ---- | ---- | ---- | ----- |
| Asturias       | Asturias       | 8    | 4    | 54   | 1    | 92   | 159   |
| Islas Baleares | Islas Baleares | 0    | 1    | 0    | 0    | 0    | 1     |
| Santander      | Cantabria      | 1    | 4    | 2    | 0    | 0    | 7     |
| Logroño        | La Rioja       | 0    | 0    | 0    | 3    | 0    | 3     |
| Madrid         | Madrid         | 13   | 18   | 15   | 16   | 13   | 75    |
| Murcia         | Murcia         | 2    | 4    | 2    | 0    | 0    | 8     |
| España         | España         | 90   | 110  | 147  | 82   | 173  | 605   |

| Ubicación      | Ubicación      | Años | Años | Años | Años | Años | Años  |
| Provincia      | Región         | 1971 | 1972 | 1973 | 1974 | 1975 | Total |
| -------------- | -------------- | ---- | ---- | ---- | ---- | ---- | ----- |
| Asturias       | Asturias       | 13   | 13   | 11   | 7    | 6    | 50    |
| Islas Baleares | Islas Baleares | 1    | 4    | 4    | 10   | 1    | 20    |
| Santander      | Cantabria      | 2    | 0    | 0    | 1    | 2    | 5     |
| Logroño        | La Rioja       | 1    | 0    | 0    | 0    | 1    | 2     |
| Madrid         | Madrid         | 18   | 22   | 14   | 16   | 14   | 84    |
| Murcia         | Murcia         | 3    | 25   | 6    | 4    | 0    | 38    |
| Navarra        | Navarra        | 0    | 1    | 1    | 1    | 0    | 3     |
| España         | España         | 122  | 157  | 145  | 112  | 66   | 602   |

### Transición española (1975 – 1982)
En el período de la Transición, en Asturias la policía buscó activamente procesar a las mujeres que abortaban y a quienes prestaban servicios de interrupción voluntaria del embarazo. Allanaron clínicas, confiscaron expedientes y arrestaron a las asturianas que intentaban viajar al extranjero para abortar. Estas condiciones crearon problemas psicológicos para las mujeres que buscaban abortar en Asturias.

#### Estadísticas
Entre las mujeres casadas de Galicia y Asturias, el 57% nunca había utilizado métodos anticonceptivos y el 83% no tenía hijos en 1978.

#### Las 11 de Basauri
La sentencia judicial de las 11 de Basauri movilizó a feministas de toda España. El caso daría lugar a que las mujeres asturianas intentaran cambiar las leyes nacionales y abrir un debate en la sociedad española sobre si, a nivel legal, los embriones deberían tener los mismos derechos que las mujeres, que también tienen derechos reconocidos constitucionalmente. Numerosos grupos feministas de toda España apoyaron a las mujeres procesadas en el juicio de las 11 de Basauri. Las mujeres de Oviedo realizaron manifestaciones en su apoyo.

### Felipe González (1982 – 1996)
En el período comprendido entre 1982 y 1985, se celebraron en España una serie de congresos, jornadas y otros encuentros para abordar el tema de la sexualidad y la salud de las mujeres desde una perspectiva feminista. El surgimiento de estas reuniones tuvo lugar en un contexto político en el que el PSOE ganó las elecciones generales españolas en octubre de 1982. Su victoria dio a las feministas y a otras personas del sector de la planificación familiar la esperanza de que se produciría una liberalización relacionada con los abortos y la anticoncepción en España con este nuevo gobierno de izquierda. Entre los actos celebrados en este periodo se encuentra el I Congreso de Planificación Familiar en Gijón en 1982. A partir de 1982, las activistas de planificación familiar en lugares como Asturias y Madrid comenzaron a dividirse con el movimiento feminista sobre cómo se deberían proporcionar los servicios de aborto. Las activistas de planificación familiar procedían de una formación médica más tradicional, mientras que las feministas querían aportar una perspectiva explícitamente feminista al tratamiento médico de las mujeres, desarrollando sus propios planes para la salud reproductiva de las mujeres y el abordaje del tratamiento. La Tertulia Feminista Les Comadres de Gijón fue fundada en Asturias en 1985. Entre sus activistas se encontraba Begoña Piñero, y entre sus objetivos estaba luchar por el derecho al aborto y apoyar a las mujeres que necesitaban abortos o que habían abortado.
Entre 1981 y 1990, se detuvo, juzgó y condenó a mujeres y personas que practicaban abortos en Asturias. En 1986, la Coordinadora Estatal de Organizaciones Feministas organizó una campaña denominada "Yo también he abortado" en ciudades como Oviedo para denunciar los límites de la ley del aborto de 1985.
En toda España, en el período comprendido entre 1987 y 1995, las regiones donde el embarazo tenía más probabilidades de terminar en aborto fueron Asturias, Cataluña, Madrid y Aragón. Los investigadores y el gobierno sabían que había un subregistro del número de abortos que tuvieron lugar en España en 1990. Debido a que las Islas Canarias, Asturias, Madrid, La Rioja y las Islas Baleares tenían las tasas oficiales más altas, se asumió que el subregistro no se estaba produciendo en estas regiones.

#### Impacto de la despenalización del aborto en 1985
El aborto fue despenalizado en el Código Penal por primera vez en todo el territorio español en 1985 en tres supuestos: por motivos terapéuticos, por motivos eugenésicos y en caso de violación previa denuncia policial. El aborto sólo era legal en estos casos antes de la semana 22, semana 22 y semana 12 respectivamente. Asturias fue la primera región de España donde se realizó el primer aborto no punible tras el cambio de ley en 1985.
La Audiencia Territorial de Oviedo emitió una sentencia el 29 de junio de 1988 relacionada con una orden dada por el Centro Materno del Hospital Nuestra Señora de Covadonga el 27 de enero de 1988 que decía que todo el personal estaba obligado a realizar abortos como parte de sus tareas requeridas, independientemente de si eran o no objetores de conciencia. La Audiencia Territorial se apartó de sentencias anteriores establecidas en las sentencias del Tribunal Constitucional 160/1987 y 161/1987. En cambio, se basaron en la Sentencia 53/1985 y dijeron que los médicos tienen el derecho constitucional según el artículo 16.1 de oponerse a realizar tareas, directa o indirectamente, relacionadas con los procedimientos de la IVE. Sí impusieron algunos límites, diciendo que si una paciente tenía que ser hospitalizada como resultado de complicaciones del aborto, el médico no podía oponerse a tratarla. El tribunal también dijo que los objetores de conciencia deben brindar asistencia a las mujeres que requieren tratamiento incluso si ese tratamiento es la consecuencia directa de haber tenido un aborto.

#### Estadísticas
La tasa de abortos y embarazos entre mujeres de veinticinco a veintinueve años en España fue del dos por ciento en 1987, el cinco por ciento en 1990 y el ocho por ciento en 1995. Durante los tres años, Asturias tuvo la tasa más alta de todas las regiones en esta categoría. Entre 1988 y 2018, Asturias informó al Ministerio de Sanidad que en la región se había practicado al menos un aborto cada año. En 1990, el veinticuatro por ciento de los embarazos de mujeres de entre veinte y veinticuatro años en Asturias terminaron en aborto, la tasa más alta del país.De 1990 a 1995, la proporción de embarazos que terminaron en aborto entre mujeres de entre treinta y treinta y cuatro años fue de alrededor del diecisiete por ciento. Esto fue significativamente menor que el de otros grupos de edad en la región. En el mismo período, hubo una disminución en la tasa de abortos entre mujeres entre treinta y cinco y treinta y nueve años. Asturias y Cantabria tuvieron el mayor descenso entre 1990 y 1995 en este grupo de edad en toda España.
Para las mujeres de entre treinta y cinco y treinta y nueve años, Asturias lideró el país como la región con el mayor porcentaje de mujeres que abortaron en proporción a todos los embarazos, con un siete por ciento de embarazos para mujeres de este grupo de edad que terminaron en un aborto. En toda España, para las mujeres de cuarenta a cuarenta y cuatro años, la tasa de fertilidad en general cayó en el período comprendido entre 1990 y 1995. Sólo en Asturias, Cataluña y La Rioja hubo un aumento para este grupo de edad en este período. A pesar de que hubo un aumento en la tasa de embarazos en mujeres de cuarenta a cuarenta y cuatro años en general entre 1990 y 1995, la región experimentó una disminución en la proporción de embarazos que terminaron en aborto durante ese mismo período en un cincuenta y nueve por ciento. En Asturias, en 1995, el número de embarazos entre chicas adolescentes de la región que terminaron en aborto fue similar al de nacidos vivos.
| Año  | 1.er cuarto | 2.º cuarto | 3.er cuarto | 4.º cuarto | Total | Ref    |
| ---- | ----------- | ---------- | ----------- | ---------- | ----- | ------ |
| 1987 | 252         | 391        | 488         | 509        | 1640  | [ 72 ] |
| 1988 | 642         | 647        | 615         | 621        | 2525  | [ 72 ] |

| CCAA           | Total | Sólo un motivo | Sólo un motivo | Sólo un motivo | Varios motivos asociados    | Varios motivos asociados      | Varios motivos asociados | Varios motivos asociados                  | Desconocido | Ref    |
| CCAA           | Total | salud maternal | violación      | riesgo fetal   | salud maternal ry violación | salud maternal y riesgo fetal | violación y riesgo fetal | salud maternal, violación fy riesgo fetal | Desconocido | Ref    |
| -------------- | ----- | -------------- | -------------- | -------------- | --------------------------- | ----------------------------- | ------------------------ | ----------------------------------------- | ----------- | ------ |
| España         | 26069 | 25550          | 12             | 282            | 3                           | 145                           | 1                        | 0                                         | 76          | [ 73 ] |
| Aragón         | 470   | 461            | 1              | 7              | 0                           | 1                             | 0                        | 0                                         | 0           | [ 73 ] |
| Asturias       | 2525  | 2510           | 0              | 9              | 0                           | 1                             | 0                        | 0                                         | 5           | [ 73 ] |
| Islas Baleares | 414   | 388            | 0              | 25             | 0                           | 1                             | 0                        | 0                                         | 0           | [ 73 ] |
| Islas Canarias | 265   | 263            | 0              | 0              | 0                           | 2                             | 0                        | 0                                         | 0           | [ 73 ] |
| Cantabria      | 740   | 714            | 0              | 21             | 0                           | 4                             | 0                        | 0                                         | 1           | [ 73 ] |
| Cataluña       | 444   | 442            | 0              | 0              | 0                           | 1                             | 0                        | 0                                         | 1           | [ 73 ] |
| Extremadura    | 375   | 363            | 0              | 0              | 0                           | 4                             | 0                        | 0                                         | 0           | [ 73 ] |
| Madrid         | 7063  | 6927           | 0              | 85             | 0                           | 43                            | 0                        | 0                                         | 8           | [ 73 ] |
| Murcia         | 476   | 468            | 1              | 5              | 0                           | 2                             | 0                        | 0                                         | 0           | [ 73 ] |
| Navarra        | 312   | 308            | 0              | 1              | 0                           | 3                             | 0                        | 0                                         | 0           | [ 73 ] |
| La Rioja       | 133   | 132            | 1              | 0              | 0                           | 0                             | 0                        | 0                                         | 0           | [ 73 ] |
| Ceuta          | 12    | 12             | 0              | 0              | 0                           | 0                             | 0                        | 0                                         | 0           | [ 73 ] |
| Melilla        | 28    | 28             | 0              | 0              | 0                           | 0                             | 0                        | 0                                         | 0           | [ 73 ] |

| Lugar    | Total | Ninguno usado | Sólo métodos naturales | Sólo el método de barrera | Sólo métodos hormonales | Dispositivo intrauterino | Varios métodos | No incluido ni proporcionado | Ref    |
| -------- | ----- | ------------- | ---------------------- | ------------------------- | ----------------------- | ------------------------ | -------------- | ---------------------------- | ------ |
| España   | 26069 | 7827          | 4161                   | 3060                      | 848                     | 95                       | 3586           | 651                          | [ 73 ] |
| Asturias | 2525  | 245           | 947                    | 463                       | 160                     | 57                       | 10             | 613                          | [ 73 ] |

### José María Aznar (1996 – 2004)
Hubo algunos intentos de legislar para clarificar los derechos de los menores en lo relacionado con su capacidad para obtener una IVE. El Convenio de Oviedo de 4 de abril de 1997 era similar a la Ley Orgánica 1/1996, de 15 de enero, de Protección Jurídica del Menor en el artículo 2.2 en lo que respecta a establecer los derechos de los menores en la obtención de atención médica. El artículo 162 del Código Civil establecía que los menores que tuvieran suficiente madurez pueden ejercer sus propios derechos, y tanto el Convenio de Oviedo como la Ley Orgánica 1/1996 decían que los menores debían poder dar su consentimiento al proceso del aborto.

#### Estadísticas
En 1998, Asturias tenía una tasa media de abortos superior a la media nacional. Las Islas Baleares y Asturias registraron el mayor porcentaje de abortos en 2001, con alrededor del veinte por ciento de todos los embarazos que terminaron con la interrupción voluntaria del embarazo. En 2001, las menores de Cataluña, Aragón, Islas Baleares, Madrid, Castilla y León y Asturias fueron las que más solicitaron la interrupción voluntaria del embarazo, superando la media nacional por comunidades autónomas del 49,15% de embarazos entre niñas menores que terminaron en un aborto. En 2001, Asturias tenía una de las poblaciones más envejecidas de España, con menos del dieciséis por ciento de la población entre cero y diecisiete años.

### José Luis Rodríguez Zapatero (2004 - 2011)
En 2005, Asturias era la única región de España que obligaba a los profesionales de la salud a informar a las mujeres que habían sido agredidas sexualmente sobre los servicios para abortar. La tasa de abortos en Asturias disminuyó entre 1998 y 2005, aun cuando la tasa promedio se mantuvo en línea con los promedios españoles año tras año.

#### Actividades feministas
La Tertulia Feminista Les Comadres de Gijón participó en una serie de actividades que sirvieron de puente teórico y práctico para que muchas feministas de la zona pudieran comprender cómo los derechos de las mujeres y las demandas feministas se conectaban con el derecho al aborto. Esto incluyó participar en eventos que condenaban la violencia contra las mujeres y obtener ayuda del Gobierno del Principado de Asturias y del Ayuntamiento de Gijón para publicar varios libros a principios de la década de 2000. Dos veces al año, el grupo también se reunió con el Consejo Asturiano de la Mujer donde expresaron la necesidad de estar preparadas para una acción inminente si hubiera un movimiento para restringir el acceso al aborto en España. Fue durante una de las reuniones con el Consejo Asturiano de la Mujer cuando a la Tertulia Feminista Les Comadres de Gijón se le ocurrió la idea del Tren de la Libertad, con Madrid como última parada.

#### Estadísticas
En 2005, la razón citada para más del 95% de los abortos realizados en la región fue la salud materna. En 2006, setenta y ocho niñas menores de edad residentes en la región abortaron. Esto representó el 3,36% de todos los abortos realizados por mujeres que vivían en la región ese año.
En 2009, las Islas Canarias era la región donde las mujeres tenían menos probabilidades de buscar información para iniciar el proceso de aborto en los servicios de salud públicos. En segundo lugar quedó Asturias, donde sólo el catorce por ciento de las mujeres conocía sus opciones y próximos pasos en salud pública. Esto en comparación con el promedio nacional del 43%.
En 2010 se realizaron 113.031 abortos en España. En 2014, el nivel nacional había caído un dieciséis por ciento a 94.706 abortos. En este periodo comprendido entre 2010 y 2014, Andalucía, Asturias, Islas Baleares, Islas Canarias, Cataluña, Madrid y Murcia se situaron por encima de los 11 abortos por cada 1.000 mujeres residentes.

### Mariano Rajoy (2011 - 2018)
Durante el gobierno de Mariano Rajoy, casi toda la información sobre anticonceptivos de última generación disponibles en el sistema sanitario público de la región fue retirada de los puntos de información sanitaria de la sanidad pública, y se dejaron de financiar políticas específicamente dirigidas a proteger la libertad y la salud sexual, poniendo en riesgo a grupos vulnerables a problemas de salud sexual y reproductiva como adolescentes y mujeres inmigrantes.
En 2015 el procedimiento para los abortos realizados entre las semanas catorce y veintiuna era realizarlos en el hospital de referencia de la mujer. Si por causa de objetores no fuera posible, el trámite se realizaría en el Hospital Universitario Central de Asturias. Los abortos que se produjeran después de la semana veintidós por motivos de salud de la mujer o anomalías fetales debían ser aprobados por el Comité Clínico del Hospital Universitario Central de Asturias.

#### Las reformas propuestas por Ruiz Gallardón en 2014 y la respuesta feminista
En diciembre de 2013, el Consejo de Ministros del Partido Popular aprobó un proyecto de ley llamado la Ley Orgánica de Protección de los Derechos del Concebido y la Mujer Embarazada. La ley representó un retroceso de los derechos de las mujeres en España en lo que respecta al aborto, con la intención de dar marcha atrás a las reformas de la ley del aborto de 2010. El esfuerzo por cambiar la ley fue impulsado en gran medida por el ministro de Justicia, Alberto Ruiz-Gallardón. El proyecto de ley permitía el aborto en determinadas circunstancias específicas, como si una mujer había sido violada hasta la semana dieciséis de embarazo o si había "menoscabo importante y duradero" para la salud física o mental de la mujer o del feto hasta la semana veintidós del embarazo con al menos tres profesionales médicos que lo aprobaran. Incluso entonces, el proyecto de ley decía que si las mujeres recibían ese diagnóstico sobre su salud de su médico original y de otros dos de los centros de salud que tenía que visitar para la evaluación, la mujer tendría que recibir información verbal sobre las alternativas al aborto y esperar siete días antes de que pudiera completarse el procedimiento. En aquel momento, el tiempo de espera para la contemplación era de tres días. El proyecto de ley también estipulaba que las menores debían obtener el consentimiento de sus padres o tutores legales antes de someterse a un aborto. El proyecto de ley permitía el procesamiento penal de mujeres que tuvieran abortos que no cumplieran con estos requisitos, y decía que los médicos que realizaran abortos fuera de los nuevos requisitos legales podrían recibir penas de prisión de uno a ocho años. Además, el proyecto de ley prohibía a cualquier centro médico anunciar que ofrecía procedimientos de IVE.
Asturias exigió la retirada inmediata de la propuesta, al tiempo que denunciaron al Gobierno de Rajoy por no haber llevado primero el asunto a la Conferencia Sectorial de Igualdad.Las feministas de la región se movilizaron en 2013 y 2014 en respuesta a los cambios propuestos en la ley de Ruiz-Gallardón, siendo en algunos casos las movilizaciones más grandes desde mediados de la década de 1980.
Alberto Ruiz-Gallardón finalmente se vio obligado a dimitir de su cargo en septiembre de 2014 tras fracasar en su capacidad para impulsar los controvertidos cambios a la ley del aborto. El cambio de ley propuesto había empoderado al PSOE y creado divisiones internas dentro de su propio partido.

##### Tren de la Libertad

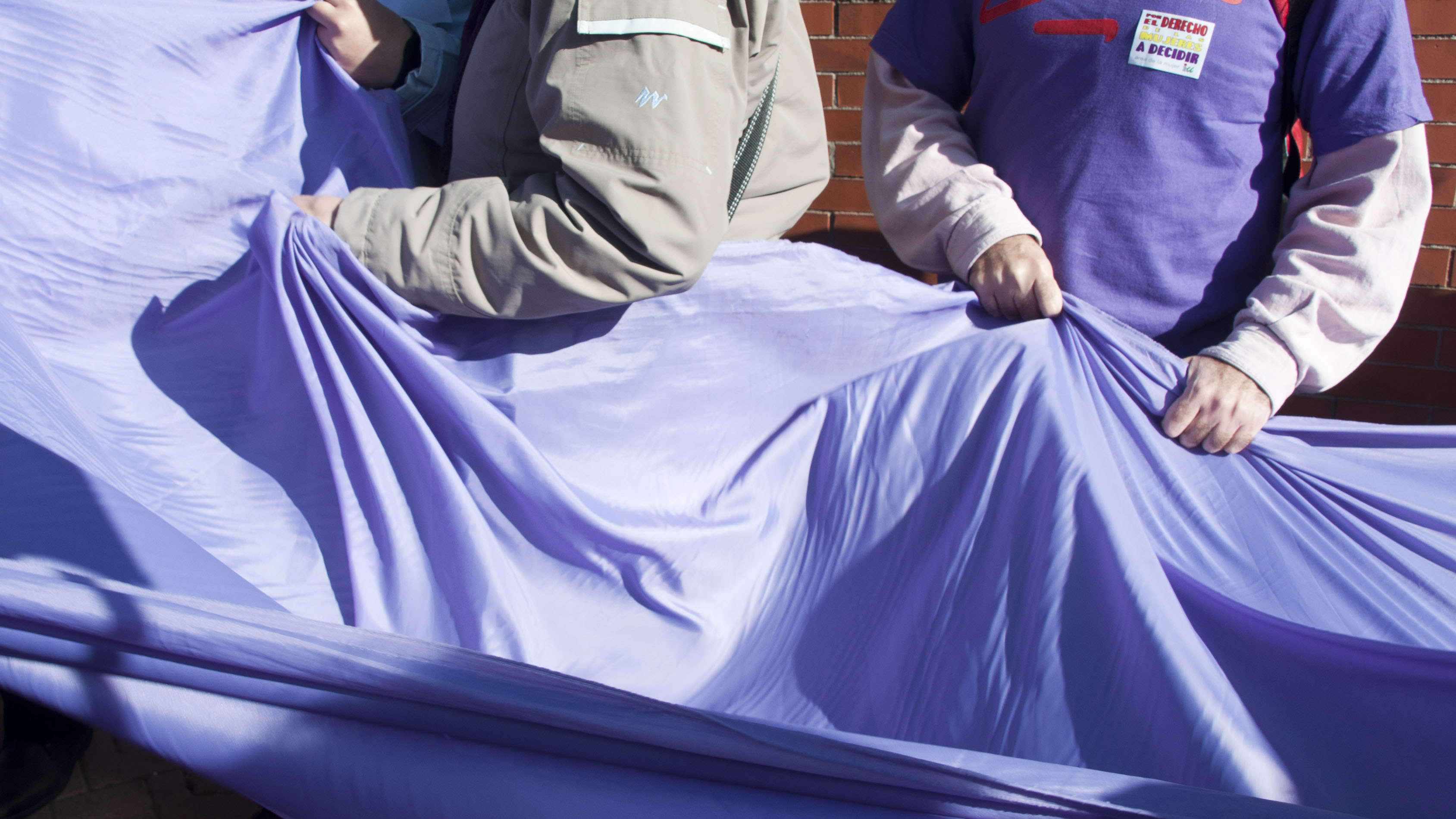
El tren de la libertad Fue una de las mayores movilizaciones de feministas en España, con mujeres el 1 de febrero de 2014 que comenzaron en Gijón y se dirigieron a Madrid para exigir el derecho a abortos seguros y legales. El tren se detuvo en Valladolid.

Las mujeres asturianas participaron en el tren de la libertad en 2014. Este esfuerzo social se creó en respuesta al intento del ministro de Justicia del Partido Popular, Alberto Ruiz-Gallardón, de cambiar la ley del aborto en 2013 para hacer el acceso a la interrupción voluntaria del embarazo aún más difícil que lo permitido por la ley de 2010. Los esfuerzos de Ruiz-Gallardón terminaron ayudando a romper un tabú en Asturias que había dificultado hablar sobre el aborto. Como resultado, mujeres de todas las edades de la región pudieron hablar más abiertamente sobre el aborto y sus experiencias. El tren de la Libertad tuvo su origen en los esfuerzos realizados por la feminista Tertulia Les Comadres en el pasado, cuando intentaban activar a las feministas en la región. Sus esfuerzos relacionados con el derecho al aborto no solo lograron bloquear la propuesta de ley de 2013, sino que también ayudaron a reactivar el movimiento feminista en Asturias. Ejemplos de esto incluyen la protesta en Gijón para manifestarse contra la violencia machista el 7 de noviembre de 2015, las marchas del 8 de marzo, o las manifestaciones para protestar por el fallo de la violación de La Manada en 2018.
El 1 de febrero de 2014, la Tertulia Feminista Les Comadres de Gijón y la organización Mujeres por la Igualdad de Barredos organizaron una manifestación multitudinaria en Madrid pidiendo la retirada del anteproyecto de ley del aborto presentado por el ministro de Justicia, Alberto Ruíz Gallardón, y exigiendo su dimisión, además de defender la ley existente, que estaba en vigor desde 2010. A ellas se sumaron numerosas organizaciones de mujeres, organizaciones feministas y entidades implicadas en la lucha por los derechos sexuales y reproductivos de toda España, que alquilaron trenes y autobuses para llevar a los participantes al evento central de la Cumbre de Madrid. El evento también contó con el apoyo de partidos de oposición y sindicatos. La manifestación comenzó en el Paseo del Prado y se extendió hasta el Congreso de los Diputados, donde un grupo de representantes feministas presentó el manifiesto "Porque yo decido" —escrito por Alicia Miyares, filósofa y escritora feminista, y que detalla las reivindicaciones de los manifestantes— al Registro del Congreso a nombre del Presidente del Gobierno, del Congreso, de la Ministra de Sanidad, Ana Mato, y del ministro de Justicia, Alberto Ruiz-Gallardón.
El plan original de la Tertulia Feminista Les Comadres de Gijón era proporcionar 150 asientos en autobuses y trenes para transportar mujeres de Asturias a Madrid para la protesta. Rápidamente descubrieron que necesitaban aumentar esas cifras, especialmente a medida que más mujeres de toda España y Europa comenzaron a organizarse en apoyo de su esfuerzo.
El tren, la reunión con los miembros del Congreso de Diputados y la celebración de una tertulia donde se leyó un manifiesto no fue el final del activismo de las mujeres en torno al evento. Las organizadoras también presentaron una denuncia penal contra el obispo de Alcalá de Henares, Juan Antonio Reig Plà, por los comentarios que hizo comparando el tren con los trenes de la Alemania nazi donde los judíos eran trasladados al campo de concentración de Auschwitz. Fueron secundados en su denuncia penal por la Plataforma Decidir nos hace libres y Mujeres Cineastas, y fue financiada mediante micromecenazgo. Su principal argumento fue que los derechos fundamentales de las mujeres no deberían estar sujetos a límites por parte de los fundamentalistas religiosos o políticos.
Un parque en la localidad de Barredos, municipio de Laviana, uno de los pueblos donde se originó la manifestación por el derecho al aborto de 2014, fue bautizado con el nombre de Tren de la Libertad. La iniciativa fue impulsada por el entonces alcalde de Laviana Adrián Barbón, que llegó a ser presidente del Principado de Asturias, y reconocida por el pleno extraordinario de su ayuntamiento, aprobada con los votos de PSOE e IU y la abstención de Foro. El PP votó en contra de cambiar el nombre del parque.
Desde enero de 2016, Gijón cuenta con un parque denominado Jardines del Tren de la Libertad. La decisión fue aprobada por el Pleno Municipal del Ayuntamiento el 13 de enero como nueva denominación para el espacio liberado de la barrera ferroviaria conocida popularmente como "el solarón".

#### Estadísticas
| Año  | Asturias | Ref    |
| ---- | -------- | ------ |
| 2010 | 97,18    | [ 90 ] |
| 2011 | 97,6     | [ 90 ] |
| 2012 | 98,29    | [ 90 ] |
| 2013 | 97,96    | [ 90 ] |
| 2014 | 97,36    | [ 90 ] |
| 2015 | 96,96    | [ 90 ] |
| 2016 | 96,75    | [ 90 ] |
| 2017 | 97,51    | [ 90 ] |
| 2018 | 97,02    | [ 90 ] |

| Año            | 2022  | 2021  | 2020  | 2019  | 2018  | 2017  | 2016  | 2015  | 2014  | Ref           |
| -------------- | ----- | ----- | ----- | ----- | ----- | ----- | ----- | ----- | ----- | ------------- |
| Asturias       | 12,45 | 11,50 | 12,03 | 13,03 | 12,65 | 12,73 | 12,32 | 12,51 | 12,70 | [ 11 ] [ 91 ] |
| Total (España) | 11,68 | 10,70 | 10,33 | 11,53 | 11,12 | 10,51 | 10,36 | 10,40 | 10,46 | [ 11 ]        |

### Pedro Sánchez (2018-presente)
Desde los cambios legislativos de 2010, a toda mujer que aborta se le entrega lo que coloquialmente se conoce como "el sobre", una guía creada por el Gobierno regional titulada "Políticas activas de apoyo a la mujer embarazada y la maternidad". La guía difiere de una región a otra. En 2020, la dotación de Asturias incluía información sobre el proceso y un listado de centros sanitarios públicos que realizan interrupciones voluntarias del embarazo. En el período comprendido entre 2019 y 2022, la región afirmó que no derivaban a mujeres de la salud pública a otras regiones para realizar un proceso de IVE.

#### Estadísticas
En 2019, la tasa de interrupciones voluntarias del embarazo por cada 1.000 mujeres residentes de 15 a 44 años en la región fue de 13,03. El año anterior, en 2018, la tasa fue del 12,65. La media nacional en España en 2019 fue de 11,53 y en 2018 fue de 11,12. En 2022, hubo 12,45 interrupciones voluntarias del embarazo por cada 1.000 mujeres en la región. Esto se compara con un promedio nacional de 11,68 por cada 1.000 mujeres. Ese año se produjeron 199 interrupciones voluntarias del embarazo en mujeres menores de veinte años.

#### Impacto de las reformas de la ley nacional del aborto de 2022 en Asturias
La Ley de Salud Sexual y Reproductiva y de Interrupción Voluntaria del Embarazo fue reformada en mayo de 2022 de diferentes maneras. Una abordaba específicamente la falta de establecimientos, especialmente públicos, que brindaran servicios para la interrupción voluntaria del embarazo en provincias que no los tenían y exigían que las mujeres de esas provincias viajaran a otras provincias u otras regiones para poder acceder a ese servicio.
Del 2 de marzo de 2022 al 10 de abril de 2022, la asociación católica 40 Días por la vida organizó eventos fuera de los centros de salud que realizan interrupciones voluntarias del embarazo en ciudades de toda España, incluyendo Oviedo. Lo hicieron a pesar de un cambio en el Código Penal aprobado el 3 de febrero de 2022 que castigaba a las personas que acosaban a mujeres que buscaban abortar. El castigo por acosar a las mujeres en esta nueva ley incluye penas de prisión.
El Ministerio de Igualdad envió una carta al gobierno regional en mayo de 2023 para recordarles que los cambios en la ley del aborto de febrero de 2022 implican que todos los hospitales públicos deben contar con médicos que estén dispuestos a realizar abortos y que las unidades de ginecología de estos hospitales no pueden contar únicamente con objetores de conciencia. El Ministerio de Igualdad dijo al gobierno regional que, si era necesario, debían contratar médicos que realizaran procedimientos de interrupción voluntaria del embarazo si no hubiera ninguno en plantilla. La ley establece que se garantiza a las mujeres el acceso a servicios para abortar hasta la semana catorce en un centro de salud público cercano a su hogar.